# Чеганци
Чеганци (болг. Чеганци) — село в Болгарии. Находится в Кырджалийской области, входит в общину Кырджали. Население составляет 32 человека.

## Политическая ситуация
В местном кметстве Костино, в состав которого входит Чеганци, должность кмета (старосты) исполняет Селим Иляз Юнуз (Движение за права и свободы (ДПС)) по результатам выборов правления кметства.
Кмет (мэр) общины Кырджали — Хасан Азис (Движение за права и свободы (ДПС)) по результатам выборов в правление общины.